# The Fantastic Four (film)
The Fantastic Four is een nooit uitgebrachte film gebaseerd op de Marvel Comics stripserie de Fantastic Four, gemaakt in 1994.
Al vanaf het moment dat de productie van de film begon was het niet de bedoeling hem ooit uit te brengen. De film werd gemaakt door Roger Corman (beroemd om zijn goedkope producties) en Bernd Eichinger (die ook producer was van de tweede, wel uitgebrachte Fantastic Four film in 2005).
De film behandelt de oorsprong van de Fantastic Four en hun eerste gevecht met zowel Dr. Doom als de mysterieuze Mole Man.

## Samenvatting
De film begint met Reed Richards en Victor Von Doom tijdens hun verblijf op de universiteit. Ze besluiten om tijdens een elektrische storm een experiment uit te voeren. Het experiment loopt echter verkeerd en Victor loopt een zware verminking op. De film maakt dan een sprong vooruit naar het heden (begin jaren 90) en toont hoe Reed Richards, Susan Storm, Johnny Storm en Ben Grimm een experimenteel ruimteschip uittesten. Op de reis worden ze blootgesteld aan kosmische straling, en na hun landing in bescherming genomen door de marine.
De vier ontdekken al snel dat de straling hun speciale krachten heeft gegeven. Reed kan zijn armen enorm ver uitstrekken, Susan kan onzichtbaar worden, Johnny kan vuur afschieten uit zijn handen en Ben verandert in een stenen “monster”. Na aan de marine te zijn ontsnapt hergroeperen ze in het Baxter-gebouw om te beslissen wat ze met hun nieuwe krachten moeten. Ben verlaat, woedend over wat hij is geworden, het gebouw.
Ondertussen proberen twee handlangers van de inmiddels in Dr. Doom veranderde Victor een grote diamant te stelen van de blinde artiest Alicia. Voordat ze dit kunnen doen worden Alicia en de diamant meegenomen door een handlanger van de Jeweler (een karakter gelijk aan de strips’Mole Man). De Jeweler wil Alicia als zijn bruid. Ben komt toevallig langs de plaats van het gebeuren en bevrijdt Alicia.
Doom en zijn helpers weten de schuilplaats van de Jeweler op te sporen stelen de diamant, net op het moment dat Ben Alicia bevrijd. Doom heeft de diamant nodig als onderdeel van een laser waarmee hij New York wil vernietigen. Beseffend dat alleen zij hem kunnen stoppen reizen Ben, Reed, Susan en Johnny af naar Dooms kasteel. Daar bevechten ze een groep robotten, terwijl Reed afrekent met Doom. Doom wordt verslagen, en waarschijnlijk gedood, maar de laser wordt alsnog afgevuurd. Johnny gebruikt zijn krachten om de laser te blokkeren.
Nu ze de stad hebben gered besluiten de vier als superhelden door het leven te gaan. De film eindigt met het huwelijk van Reed en Susan.

## Rolverdeling
| Acteur               | Personage                   |
| -------------------- | --------------------------- |
| Alex Hyde-White      | Mr. Fantastic/Reed Richards |
| Rebecca Staab        | Invisible Woman/Sue Storm   |
| Michael Bailey Smith | The Thing/Ben Grimm         |
| Jay Underwood        | Human Torch/Johnny Storm    |
| Joseph Culp          | Dr. Doom                    |
| Kat Green            | Alicia Masters              |
| Ian Trigger          | De Jeweler                  |

## Achtergrond

### Reden voor productie
Na de bekendmaking dat de film niet zou worden uitgebracht begon zich het gerucht ronde te doen dat de film al vanaf het begin niet uitgebracht zou worden. De filmstudio had namelijk de rechten voor een Fantastic Four film, maar was nog niet in staat een bigbudget film te maken. Ze moesten echter toch “iets” uitbrengen, anders zouden ze de rechten op de personages verliezen. Corman bevestigde later dat dit inderdaad het geval was.
Toch lijkt er meer achter de productie van de film te zitten dan puur een manier om de rechten op de karakters te behouden. Chris Columbus was namelijk van plan om een bigbudget film te maken gebaseerd op de strip. Echter, om dat te kunnen doen moest hij wachten tot de studio die nu de rechten bezat deze zou verliezen. Er is een theorie dat de producers deze Fantastic Four film expres maakten in de hoop dat andere producers die plannen hadden voor een bigbudget versie hier van af zouden zien uit angst dat hun film zou worden vergeleken met deze goedkope film. Als dat de intentie was, werkte de strategie perfect.

### Speciale effecten
Vanwege het gebrek aan een goed budget werden effecten van lage kwaliteit gebruikt om de superkrachten van de karakters “tot leven te brengen”. Zo is er een scène waarin Mr. Fantastic zijn arm uitrekt, waarvoor duidelijk een geschilderde paal met een nephand eraan is gebruikt. Een ander punt waarop duidelijk wordt dat de film maar over een klein budget beschikte is de enige scène waarin Johnny geheel in vuur verandert en wegvliegt. Vanwege het lage budget konden hiervoor geen computeranimatie of stuntwerk voor worden gebruikt, dus werd gebruikgemaakt van traditionele animatie, waarbij de “echte” Johnny in een tekenfilmfiguur verandert. Lijnrecht hier tegenover staat echter het kostuum van Thing, dat volgens kijkers van de film juist goed overkwam gezien het lage budget.

## Trivia
- Het tijdschrift Wizard Magazine gaf deze film een hogere waardering dan de wel uitgebrachte films Batman & Robin, Steel, en Virus.